# 习水秋海棠
习水秋海棠（学名：Begonia xishuiensis）是秋海棠科秋海棠属的植物，是中国的特有植物。分布于中国大陆的贵州等地，生长于海拔480米的地区，多生长于潮湿地的岩石上，目前已由人工引种栽培。